# 南湖北山
南湖北山，位於臺灣臺中市和平區平等里與宜蘭縣大同鄉南山村、南澳鄉金洋村之間，是台灣百岳之一，排名第22。南湖北山海拔高度3,536公尺，屬於中央山脈宜蘭地區的山峰之一。

## 地理環境
南湖北山南方接續南湖大山北峰、南湖大山主峰，西南稜為審馬陣山，是中央山脈百岳位居最北者，山體崇闊，為台灣高山十崇之一。

## 參閲
- 比亞豪山道
- 束穗山

## 外部連結
- 中華民國協會－台灣高山明細表
- 地圖產生器－台灣的高山列表